# Пелерина

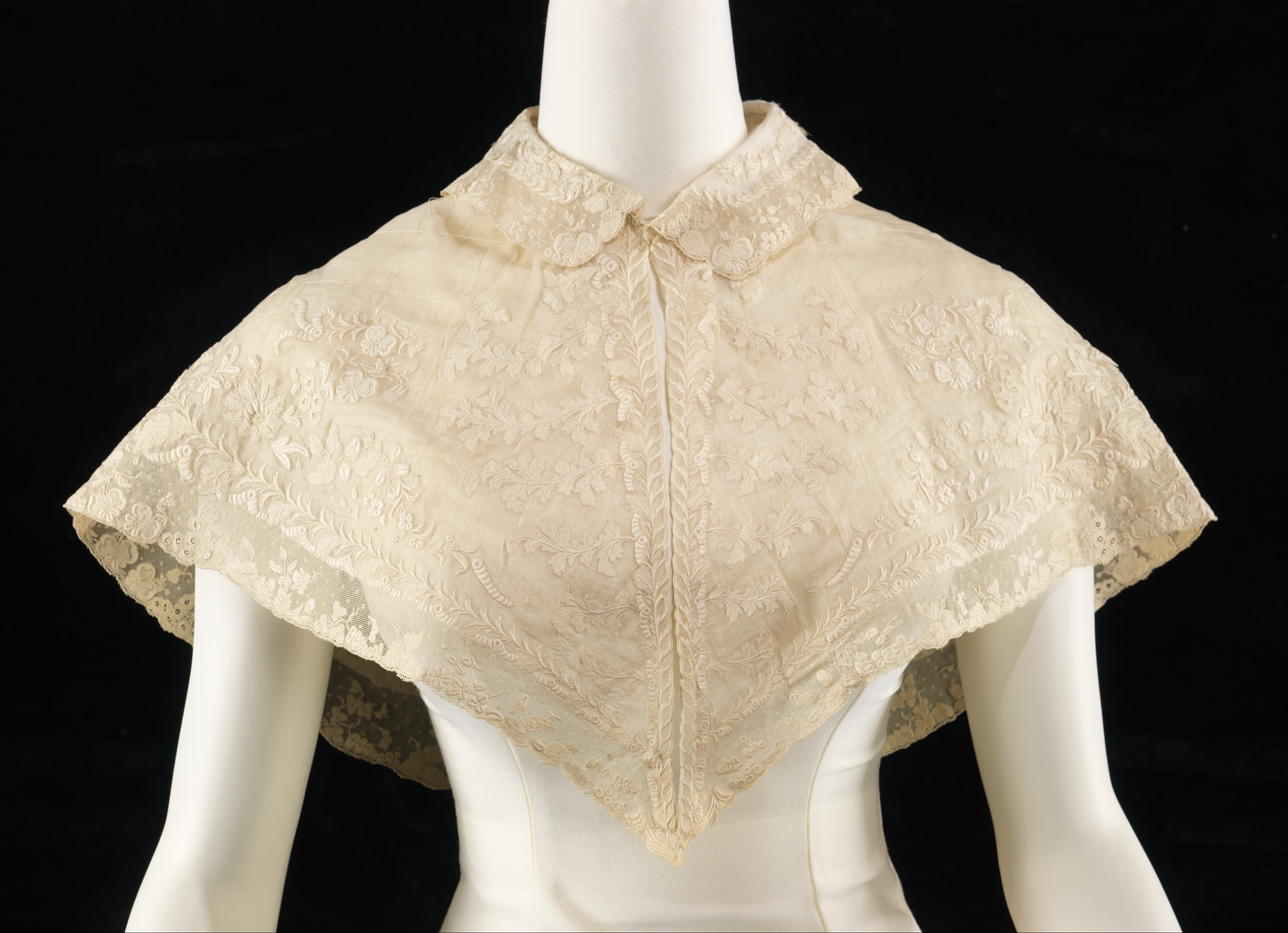
Кружевная пелерина. Экспонат Метрополитен-музея. 1830

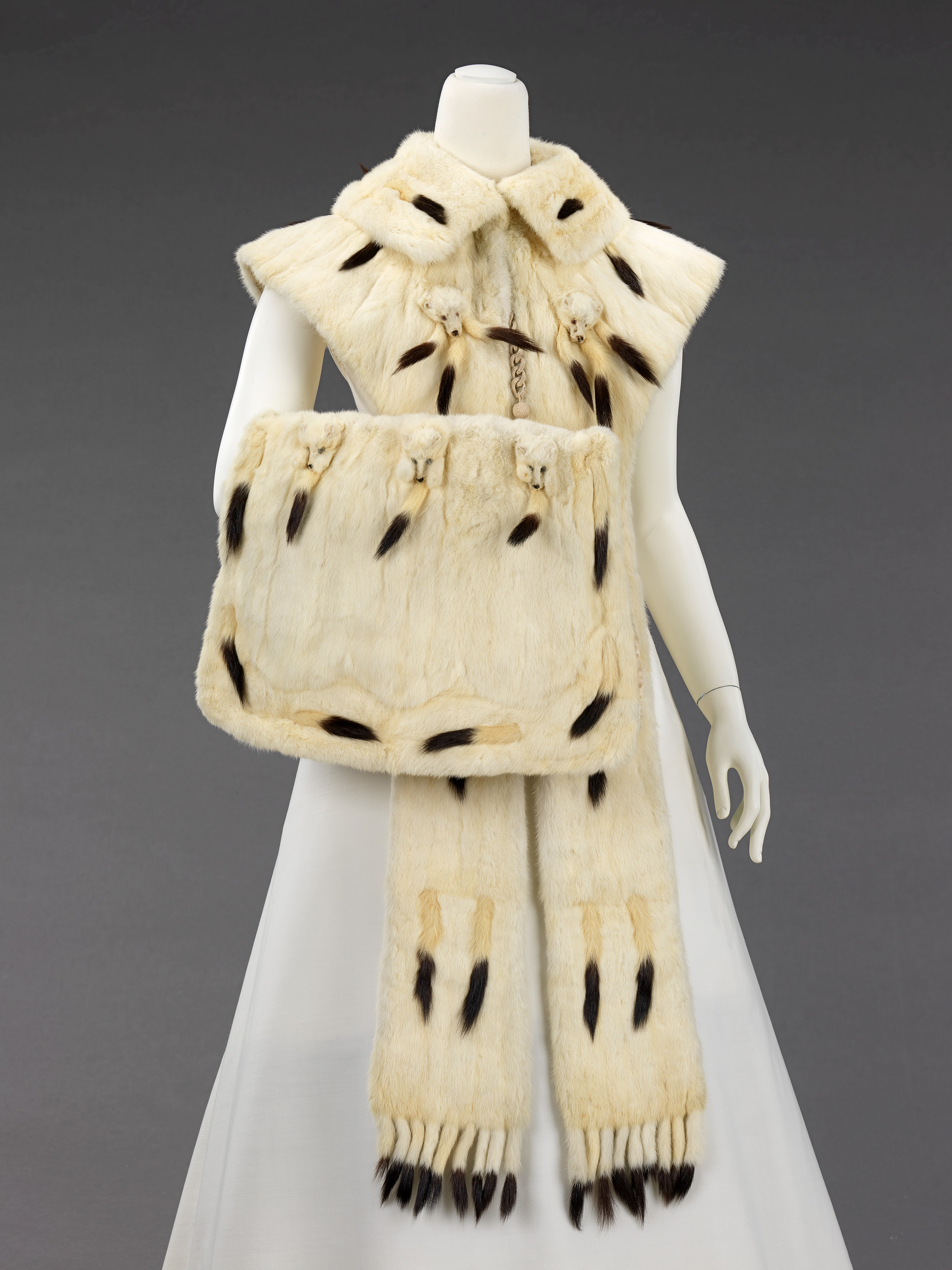
Горностаевая пелерина в комплекте с муфтой. Экспонат Метрополитен-музея. 1890-е

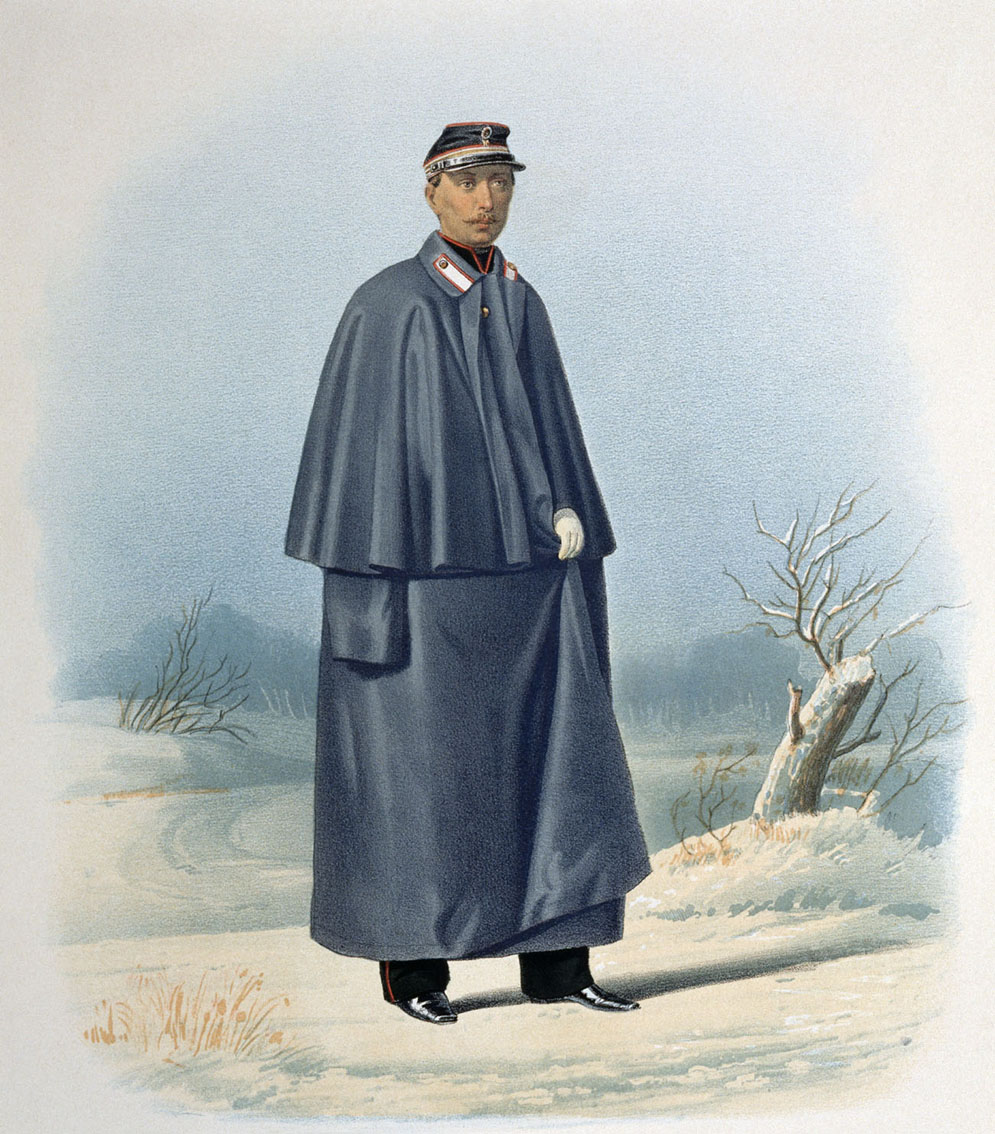
Офицерская шинель с пелериной в русской армии. Вторая половина XIX века

Пелери́на (фр. pèlerine — «странник», «пилигрим») — элемент женской и мужской одежды, преимущественно в виде безрукавной накидки или обязательно съёмного, большого, закрывающего плечи воротника. Происходит от верхней части монашеского одеяния. Изначально пелерина была одеждой странников. В XVI веке она вошла в моду в высших слоях Испании. Новый всплеск интереса к пелерине пришёлся на XIX век, когда в мужской и женской одежде получила распространение крылатка.
В России пелерина как самостоятельная деталь женской одежды распространилась в XVIII веке и с течением времени приобретала самые разные формы. Самая обычная форма пелерины — круглая, закрывающая равномерно спину, руки и грудь. Пелерины шили из тканей, кружев и меха. После постановки в 1849 году балета «Жизель» А. Адана обрела популярность одноимённая модель пелерины из меха горностая, крытого шёлком. Пелерина являлась элементом форменного костюма институток и гимназисток; цвет такой пелерины устанавливался уставом учебного заведения. В XX веке пелерина появлялась в женском гардеробе как сочетание воротника и накидки и часто выполнялась из кружев, например, вологодских. Меховые пелерины изготавливаются из ценных видов: норки, белки, выхухоли, соболя, куницы, колонка, горностая, серебристо-чёрной лисицы, песца. Подол меховой пелерины часто украшается хвостами. Краткая энциклопедия домашнего хозяйства 1960 года рекомендует надевать меховые пелерины только в театр, концерт, на вечер, но не носить на улице.
В мужской одежде пелерина чаще являлась частью мужского пальто или плаща. Со второй половины XIX века удлинённая до колен пелерина присутствовала в форменной одежде некоторых родов европейских войск. В XX веке пелерина являлась деталью мужского пальто макферлейн, шинели и крылатки.